# Perche
Perche é uma comuna francesa na região administrativa do Centro, no departamento Cher. Estende-se por uma área de 10,29 km². Em 2010 a comuna tinha 205 habitantes (densidade: 19,9 hab./km²).